# معتمدية العروسة
معتمدية العروسة إحدى معتمديات الجمهورية التونسية، تابعة لولاية سليانة.